# Calldetenes
Calldetenes (em catalão e oficialmente) ou Call de Tenes (em castelhano) é um município da Espanha na comarca de Osona, província de Barcelona, comunidade autónoma da Catalunha. Tem 5,8 km² de área e em 2021 tinha 2 504 habitantes (densidade: 431,7 hab./km²).

## Demografia
| Variação demográfica do município entre 1991 e 2011[carece de fontes?] | Variação demográfica do município entre 1991 e 2011[carece de fontes?] | Variação demográfica do município entre 1991 e 2011[carece de fontes?] | Variação demográfica do município entre 1991 e 2011[carece de fontes?] | Variação demográfica do município entre 1991 e 2011[carece de fontes?] | Variação demográfica do município entre 1991 e 2011[carece de fontes?] | Variação demográfica do município entre 1991 e 2011[carece de fontes?] | Variação demográfica do município entre 1991 e 2011[carece de fontes?] | Variação demográfica do município entre 1991 e 2011[carece de fontes?] | Variação demográfica do município entre 1991 e 2011[carece de fontes?] | Variação demográfica do município entre 1991 e 2011[carece de fontes?] | Variação demográfica do município entre 1991 e 2011[carece de fontes?] | Variação demográfica do município entre 1991 e 2011[carece de fontes?] | Variação demográfica do município entre 1991 e 2011[carece de fontes?] | Variação demográfica do município entre 1991 e 2011[carece de fontes?] | Variação demográfica do município entre 1991 e 2011[carece de fontes?] |
| ---------------------------------------------------------------------- | ---------------------------------------------------------------------- | ---------------------------------------------------------------------- | ---------------------------------------------------------------------- | ---------------------------------------------------------------------- | ---------------------------------------------------------------------- | ---------------------------------------------------------------------- | ---------------------------------------------------------------------- | ---------------------------------------------------------------------- | ---------------------------------------------------------------------- | ---------------------------------------------------------------------- | ---------------------------------------------------------------------- | ---------------------------------------------------------------------- | ---------------------------------------------------------------------- | ---------------------------------------------------------------------- | ---------------------------------------------------------------------- |
| 1991                                                                   | 1996                                                                   | 1998                                                                   | 1999                                                                   | 2000                                                                   | 2001                                                                   | 2002                                                                   | 2003                                                                   | 2004                                                                   | 2005                                                                   | 2006                                                                   | 2007                                                                   | 2008                                                                   | 2009                                                                   | 2010                                                                   | 2011                                                                   |
| 1472                                                                   | 1802                                                                   | 1872                                                                   | 1920                                                                   | 2006                                                                   | 2056                                                                   | 2083                                                                   | 2098                                                                   | 2143                                                                   | 2183                                                                   | 2214                                                                   | 2252                                                                   | 2329                                                                   | 2391                                                                   | 2425                                                                   | 2426                                                                   |